# Compania Națională Administrația Porturilor Dunării Fluviale
CN APDF (Compania Națională Administrația Porturilor Dunării Fluviale) Giurgiu este o companie deținută de Statul Român, care îndeplinește funcția de autoritate portuară în toate porturile Dunării fluviale de la Baziaș până la Cernavodă, cu excepția porturilor Zimnicea și Turnu Măgurele care sunt aflate în administrarea Consiliilor locale.
CN APDF SA Giurgiu funcționează sub autoritatea Ministerului Transporturilor și Infrastructurii și desfășoară activități de interes public național utilizând în acest scop atât infrastructura de transport naval ce i-a fost concesionată, cât și bunuri aflate în patrimoniul propriu.
În zona de activitate a CN APDF SA Giurgiu se regăsesc șapte porturi fluviale românești, care fac parte din rețeaua europeană de transport (TEN-T), respectiv Moldova Veche, Drobeta Turnu Severin, Calafat, Giurgiu, Oltenița, Călărași și Cernavodă.
CN APDF Giurgiu are în administrare în total zece porturi mari și unsprezece mai mici.